# Bell Rock (kulle)
Bell Rock är en kulle i Antarktis. Den ligger i Västantarktis. Argentina, Chile och Storbritannien gör anspråk på området. Toppen på Bell Rock är 983 meter över havet.
Terrängen runt Bell Rock är lite kuperad. Trakten är obefolkad. Det finns inga samhällen i närheten.